# Glendale Desert Dogs
Die Glendale Desert Dogs sind ein Baseballteam, das in der West Division der Arizona Fall League in Glendale, Arizona spielt. Sie spielen ihre Heimspiele auf der Camelback Ranch, der Frühjahrstrainingsstätte der Chicago White Sox und Los Angeles Dodgers. Vor der Saison 2013 war das Team als Phoenix Desert Dogs bekannt und spielte die Heimspiele im Phoenix Municipal Stadium. Die Desert Dogs gewannen von 2004 bis 2008 fünf AFL-Meisterschaften in Folge.